# Искупление (роман Макьюэна)
«Искупление» (англ. Atonement) — британский метапрозаический роман 2001 года, написанный Иэном Макьюэном. Действие романа разворачивается в трёх временных периодах: в Англии 1935 года, в Англии и Франции времён Второй мировой войны и в современной Англии. Роман повествует о полуневинной ошибке девушки из высшего общества, которая разрушает жизни, о её взрослении в тени этой ошибки и о размышлениях о природе писательства.
Широко признанный одним из лучших произведений Макьюэна, он был номинирован на Букеровскую премию 2001 года за художественную литературу. В 2010 году журнал Time включил «Искупление» в свой список 100 величайших англоязычных романов с 1923 года.
В 2007 году по книге был снят одноимённый фильм, удостоенный премий BAFTA и «Оскар», в главных ролях с Сиршей Ронан, Джеймсом Макэвоем и Кирой Найтли, режиссером которого выступил Джо Райт.

## Сюжет и темы
Книга заметно отличается по стилю и содержанию от более ранних книг писателя: нет патологий, описания жестокостей или секса. Это подчёркивается эпиграфом из романа Джейн Остин «Нортенгерское аббатство».
Книга состоит из четырёх частей, включая эпилог, и трёх временных слоёв. В первой части и слое повествуется о зарождающейся любви Сесилии, дочери богатого политика, и Робби, сына их бывшего садовника. Третья героиня — сестра Сесилии Брайони, подросток, мечтающий стать писателем. Присутствуют и другие родственники и знакомые: брат Сесилии и Брайони Леон и его друг Пол Маршалл, кузина Сесилии и Брайони Лола и два её маленьких брата. Брайони пристально наблюдает за развитием отношений Сесилии и Робби, но неправильно их интерпретирует и приходит к выводу, что Робби — опасный маньяк. В этой части отчётливо проступают мотивы Джейн Остин. Когда оказывается, что некто изнасиловал Лолу, Брайони даёт показания, что это был Робби, и его отправляют в тюрьму.
Во второй части Робби, досрочно вышедший из тюрьмы, принимает участие в неудачных действиях английской армии во Франции, после длительного бегства попадает в Дюнкерк, где развёртывается операция «Динамо» по эвакуации английских войск. Военные и госпитальные сцены описаны очень реалистично в духе Эрнеста Хемингуэя, Макьюэн провёл много времени в военном музее за подготовкой материала. Читатель узнаёт, что Сесилия и Робби переписываются, Сесилия и Брайони работают медсёстрами и ухаживают за ранеными, причём Брайони делает это в качестве послушания, движимая чувством вины. Сесилия порвала отношения с ней и со всей семьёй. Брайони пишет первый вариант романа «Двое у фонтана», где частично раскрывается история Сесилии и Робби. Журнал отвергает рукопись, которая недостаточно раскрыла историю отношений влюблённых, что соответствует истине.
В третьей части в центре повествования Брайони. Брайони узнаёт о свадьбе Маршалла и Лолы, и осознаёт, что оклеветала Робби, и что насильником был Маршалл, разбогатевший к тому моменту на поставках шоколада в армию. После посещения свадьбы повествование сообщает, что Брайони встречается с Сесилией и видит у неё Робби, вернувшегося с войны. Они вместе решают, что Брайони откажется от своих показаний и начнёт процесс по оправданию Робби.
Читателя потрясает, однако, эпилог, где действует знаменитая писательница Брайони, готовящаяся к 77-му дню рождения. Она только что узнала свой диагноз — её ожидает скорая деменция и смерть от множественных инсультов. День рождения празднуется в расширенном кругу семьи, кроме умерших Сесилии и Робби. И выясняется, что на самом деле Робби умер в Дюнкерке от сепсиса в результате ранения, а Сесилия погибла в метро при немецкой бомбёжке. Вся история о воссоединении влюблённых — выдумана писательницей Брайони, чтобы дать им возможность встретиться, несмотря на смерть и во искупление своей клеветы. Более того, вся книга оказывается сильно переработанным первым романом Брайони, который будет опубликован только годы спустя, так как Маршалл и Лола ещё живы и будут угрожать судом.
Брайони Толлис размышляет о роли писателя, который как Бог в своей книге и творит судьбу персонажей. Реальная правда за сюжетом не имеет такого большого значения. Сесилия и Робби не воссоединились, но в романе они могут даже явиться на день рождения.

## Перевод
Роман был переведён на русский язык Ириной Дорониной и опубликован в издательствах «АСТ» и «Эксмо» (2010).

## Награды
В 2001 году был номинирован на Букер, вошел в «короткий список», но не получил премию. Удостоился ряда менее значительных наград: People’s Booker, W.H. Smith Literary Award, US NationalBook, CriticsAward.

## Споры насчёт авторских прав
В конце 2006 года агент покойного автора любовных и исторических романов Люциллы Эндрюс обвинил Макьюэна в том, что он не отдал Эндрюс достаточного признания за материал о военном сестринском деле в Лондоне, взятый из ее автобиографии 1977 года No Time for Romance. Макьюэн, который уже сталкивался с подобными обвинениями ранее (см. The Cement Garden § Controversy), заявил о своей невиновности в плагиате, признав при этом свой долг перед автором. Макьюэн включил Эндрюс в число благодарностей в книге, и несколько авторов выступили в его защиту, включая Джона Апдайка, Мартина Эмиса, Маргарет Этвуд, Томаса Кенилли, Зэди Смит и затворника Томаса Пинчона.

## Экранизация
Одноимённая экранизация, сделанная режиссёром Джо Райтом, имела успех и получила много наград и номинаций. Сюжет практически совпадает с книгой, только в конце семейный праздник заменён на интервью. В ролях: Кира Найтли (Сесилия), Джеймс Макэвой (Робби), Ванесса Редгрейв (Брайони в старости), Бенедикт Камбербэтч (Маршалл) и другие.